# TF1
A TF1 é um canal privado francês, controlado pelo Groupe TF1, cujo maior acionista é o grupo Bouygues. É o primeiro canal, em audiência, na França e na Europa Continental.

## História
O primeiro canal de televisão francês foi lançado pelo Estado Francês no dia 13 de fevereiro de 1935, com o nome de Radiovision-PTT. Desde então, a TF1 foi o único canal francês durante 28 anos até o lançamento do 2° canal em 1963.
Em 1939, a Radiovision-PTT passou a ser chamada de Radiodiffusion nationale télévision. Neste mesmo ano ela interrompeu suas transmissões por ocasião da Segunda Guerra Mundial.
Em 1943, durante a Ocupação alemã da França, a emissora recebeu o nome Fernsehsender Paris (Paris Televisão, em francês, Paris Télévision), que durou até a Libertação de Paris, em 1944. A partir de então ela recebeu o nome RDF Télévision française. Em 1947 foram iniciadas as transmissões diárias da televisão francesa.
Em 1949, a RDF mudou de nome para Radiodiffusion Télévision Française (RTF).
Em 1962, a RTF Télévision muda de nome para Office de Radiodiffusion Télévision Française (ORTF). Em 1963, a ORTF Télévision deixa de ser o único canal francês com a inauguração do 2° canal da ORTF. Com isso, a ORTF Télévision muda de nome para Première chaîne de l'ORTF (Primeira emissora da ORTF).
Em 1975 a ORTF desapareceu e o canal passe a chamar-se "TF1", "Télévision Française 1".
Em 1987, o governo francês decidiu privatizar a TF1 que nessa altura era público. Passou a pertencer ao grupo de construção Bouygues.

## Audiências
A TF1 sempre foi líder de audiências na França, salvo entre 1983 e 1986 onde foi ultrapassada pela Antenne 2 (actual France 2).
Em 1988, 1° ano da privatização do canal, a TF1 atingiu um pico de audiências em 45% de share. Mas desde então, a TF1 perdeu progressivamente audiência até atingir em 2012 22,7% de share.
A queda de audiências foi ainda mais violenta desde 2005 com a chegada de novos canais em sinal aberto com a introdução da Televisão Digital Terrestre na França (-10 pts em 7 anos).

## Programas
A TF1 é um canal generalista que tem uma programação muito diversificada.
- Informação : três jornais da central da TF1 de Jornalismo (Bonjour!, 13h, 20h), vários magazines de informação (Sept à Huit, Reportages,...)
- Magazines : famosos (50 minutes inside), sociedade (Confessions Intimes, C'est quoi l'amour ?,...), literários (Au Field de la Nuit), desportivos (Automoto, Téléfoot), etc.

- Entretenimento
- Concursos : A TF1 tem estreado muitos concursos durante a sua história, principalmente no horário das 19 horas. Tem emitido formatos internacionais reconhecidos como "Quem quer ser milionário", "1 contra todos", " Preço Certo" ou "o Elo mais Fraco".

- Reality-shows : a TF1 tem emitido desde 2001 uma variedade de reality-shows, como o "Secret Story", "A Ilha da Tentação", "A Fazenda", o Secret Story (Casa Dos Segredos) ou "Star Academy", "The Voice : la plus belle voix", versão francesa da franquia The Voice.
- Séries : O canal emite muitas séries na sua grelha, principalmente americanas (CSI, House, Grey's Anatomy, Mentalist, Person of Interest,...). Também produz séries francesas que são emitidas a segunda-feira e a quinta-feira.

### TFOU (Anteriormente TF!)
TFOU é o Programa de Televisão infantil desde 2007 na TF1 entre ás 6h até 6h55 e desde 8 de janeiro de 2024 na TFX entre ás 6h55 até 10h30 de segunda a sexta, por causa do Novo bloco de jornalismo da TF1: Bonjour!. Era Emitido ao Fim De Semana entre ás 6h até às 11h no Sábado e entre ás 6h e 10h no Domingo na TF1.